# گابریل گالگیوس
گابریل گالگیوس (انگلیسی: Gabriel Galleguillos؛ زادهٔ ۱۹ نوامبر ۱۹۴۴) بازیکن سابق فوتبال اهل شیلی است که در پست وینگر راست برای باشگاه‌های شیلی و اسپانیا بازی کرد.
وی همچنین در تیم ملی فوتبال شیلی بازی کرده‌است.